# الدوري النرويجي الممتاز 2018
الدوري النرويجي الممتاز 2018 (بالنرويجية: Eliteserien i fotball for menn 2018)‏ هو موسم من الدوري النرويجي الممتاز. شارك فيه  16 فريقاً، وفاز فيه نادي روسنبورغ.